# أوليفر أورتيز
أوليفر أورتيز (بالإسبانية: Oliver Ortíz)‏ (21 يناير 1993 - ) هو لاعب كرة قدم مكسيكي في مركز الدفاع.

## وصلات خارجية
- أوليفر أورتيز على موقع قاعدة بيانات كرة القدم.إي يو (الإنجليزية)
- أوليفر أورتيز على موقع AS.com (الإسبانية)